# Smetanovo kvarteto
Smetanovo kvarteto bylo české smyčcové kvarteto, které vystupovalo v letech 1945 až 1989.
Nahrávky Smetanova kvarteta (vynikající a technicky již kvalitní snímky) přinášejí jedny z prvních přesvědčivých dokladů o tom, jak kvalitní byla česká hudební interpretace. Význam „smetanovců“ spočívá nejen v jejich umělecké práci, ale i v oblasti pedagogické, která má dodnes výsledky v podobě nových vynikajících souborů.

## Obsazení
1. housle
- Václav Neumann (1920–1995), od 1945 do 1947 (podle Wiki-stránky Václav Neumann měl hrát ve Smetanově kvartetu na violu)
- Jiří Novák (1924–2010), od 1947

2. housle
- Lubomír Kostecký (1922–2003)

Viola
- Jaroslav Rybenský (1923–1997), od 1945 do 1956
- Milan Škampa (1928–2018), od 1956

Cello
- Antonín Kohout (1919–2013)